# فشت العيج
فيشت العيچ هي مساحة من الأرض متكونة طبيعياً فوق سطح البحر حين يكون الجَزر منخفضاً وتقع في المياه الإقليمية الكويتية القريبة من حدود العراق قرب خور عبد الله بعد النقطة 162.

## الجغرافية
قال سالم سعدون المبادر في الصفحة 171 من كتابه (الخليج العربي: دراسة في الجغرافية الإقليمية) "ويتألف الشاطئ الجنوبي من جزيرة بوبيان وتقابلها عند مدخل خور [عبد الله] ضفةٌ منفصلةٌ من الرمل الجاف تمتد بمحاذاة الجزيرة لمسافة ثمانية أميال تقريبا ويطلق على هذه الضفة اسم (عيك Aik). والعيك(1) هو قطع من الرمل والطين قريبة الغور. وقال لوريمير في دليل الخليج المنشور سنة 1908 "ويتألف الشاطئ الجنوبي من جزيرة بوبيان وتقابلها عند مدخل الخور ضفة منفصلة من الرمل الجاف تمتد بمحاذاة الجزيرة لمسافة ثمانية أميال تقريباً ويطلق على هذه الضفة اسم عايك".

## خلاف في المنصة
عزمتْ حكومة الكويت على بناء منصة على أرض فشت العيج، لأغراض الملاحة البحرية في خور عبد الله ولتلبية الاحتياجات الأمنية لهذه المنطقة، وتمهيداً لهذا أخبرت حكومةُ الكويت حكومةَ العراق بذلك في محضر الاجتماع السادس للجنة الكويتية - العراقية، كما وُجّهتْ إلى سفارة العراق مذكرةً في 8 فبراير 2017، وكان جواب حكومة العراق أن أرسلت مذكرة إلى الكويت في 5 سبتمبر 2017، و 12 سبتمبر 2018 تدعوهم فيها إلى التمهّل، فكان رد حكومة الكويت أن ذلك حق سيادي للكويت، ثم في 3 أيلول عام 2019، أصدرت وزارة الخارجية العراقية، بياناً تذكر فيه أن فيشت العيج تقع في منطقة بحرية حدودية ما زالت غير متفق عليها بين العراق والكويت، وقالت «إن هناك اختلافا قانونيا مع الكويت في تفسير مسألة تتعلق بالحدود البحرية بين البلدين، وهو في تفسير موقع حدودي نحن نسميه منصة والجانب الكويتي يسميه جزيرة بوصفها خط الأساس المعتمد في رسم الحدود البحرية بين البلدين في نقطة معينة بعد الدعامة 162». وذكر عامر عبد الجبار وزير النقل العراقي الأسبق أنّ هذه الجزيرة هي صناعية ولم تكن موجودة قبل عام 2014، وكان جواب حكومة الكويت أن «منصة فشت العيج هي مساحة من الأرض متكونة طبيعيا فوق سطح الماء تقع في المياه الإقليمية للكويت وعليه فإن بناء منصة فوقها من الأمور التي تملك الكويت وحدها ممارستها لما لها من سيادة على إقليمها وبحرها الإقليمي».

## الهوامش
- «1»:في اللهجة العراقية واللهجة الكويتية تُقلب الكاف في بعض الكلمات إلى جيم مهموسة.

## وصلات خارجية
- خارطة للمياه الإقليمية للخليج العربي بين السعودية والعراق والكويت